# Herford
Herford är en stad i den tyska delstaten Nordrhein-Westfalen. Staden har cirka 67 000 invånare, på en yta av 79 kvadratkilometer, och ingår i Bielefelds storstadsområde.